# 巫蛊娃娃

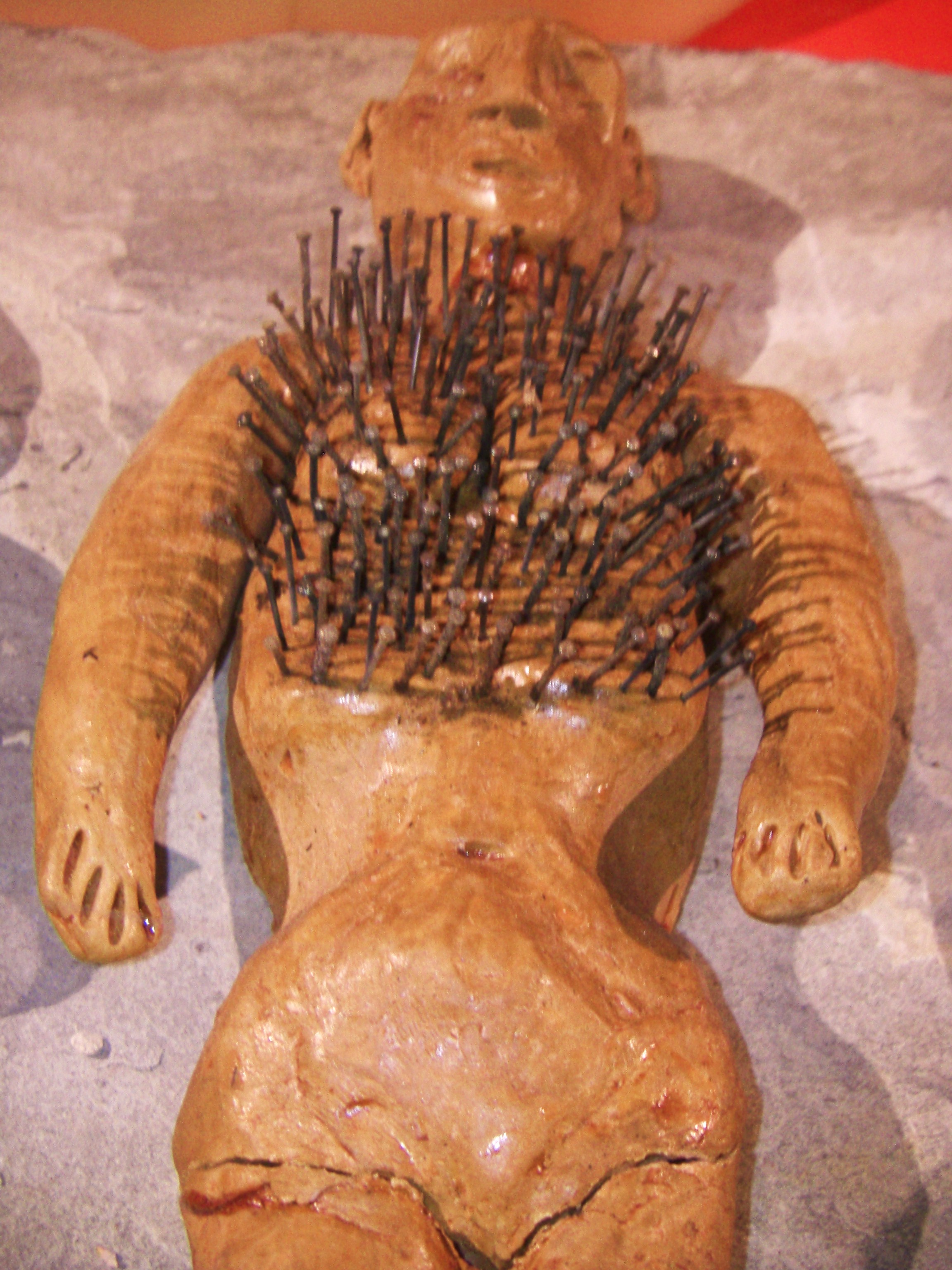
英格蘭康瓦爾郡巫術與魔法博物館的巫毒娃娃

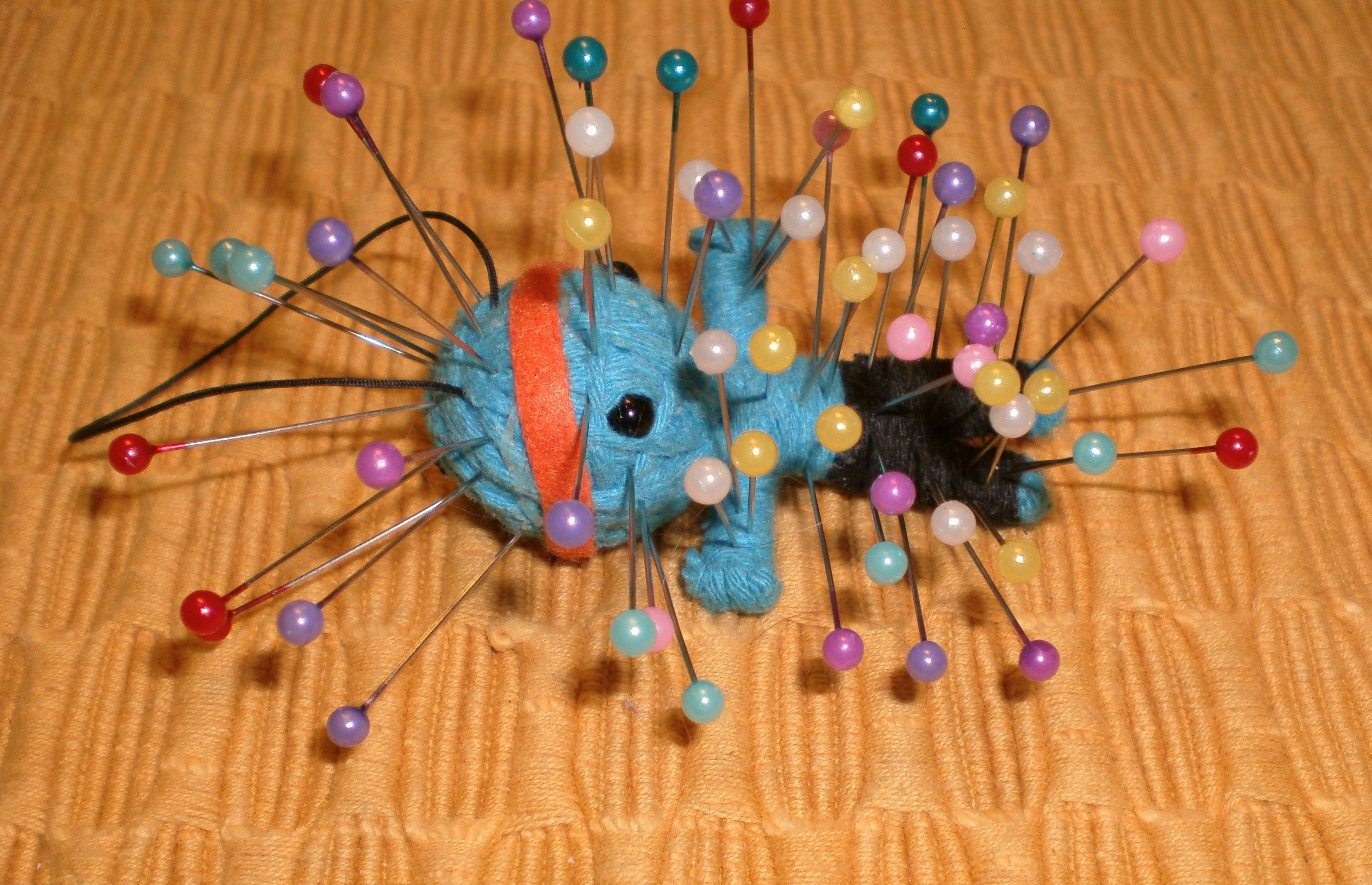
當代被插58針的巫毒娃娃

巫毒娃娃（英語：Voodoo doll），又称巫蛊娃娃，是用于插针的人偶形道具。虽然形式不同，世界各地许多文化传统都有这种做法。 施法人可将被施法人的灵魂连接在娃娃上，而后便可使用钢针扎娃娃身上的任意部位，而被施法人将会受到同样的疼痛。

### 引用
1. ↑  Armitage 2015，第85頁.